# Поусон, Фрэнсис
Фрэ́нсис Уи́льям По́усон (англ. Francis William Pawson), также известный как Фрэнк Поусон (англ. Frank Pawson; 6 апреля 1861 — 4 июля 1921) — английский футболист, впоследствии священнослужитель. Выступал за футбольные клубы «Кембридж Юниверсити», «Истборн», «Свифтс», «Шеффилд», «Кэжуалз» и «Коринтиан», а также за национальную сборную Англии.

## Биография
Родился в Шеффилде в семье книгоиздателя. Окончил шеффилдскую университетскую школу, в 1880 году поступил в Кембриджский университет. В 1884 году стал бакалавром, в 1887 году — магистром.
Выступал за футбольные клубы «Кембридж Юниверсити» (с 1882 по 1884 год), «Истборн», «Свифтс», «Шеффилд», «Кэжуалз» и «Коринтиан». Во время выступлений за «Коринтиан» в 1886 году получил перелом ноги в столкновении с вратарём «Кембридж Юниверсити», однако затем восстановился от травмы и продолжил выступления.
24 февраля 1883 года дебютировал за национальную сборную Англии в матче против сборной Ирландии на ливерпульском стадионе «Эгберт Крикет Граунд», в котором англичане разгромили соперника со счётом 7:0. Поусон забил последний гол в этой игре. 28 февраля 1885 года провёл свой второй (и последний) матч за сборную Англии: это была игра Домашнего чемпионата Великобритании против Ирландии на стадионе «Уолли Рейндж» в Манчестере, в котором англичане выиграли со счётом 4:0.
В 1886 году был рукоположен в сан священника. Был куратом Баттерси (1886—1890), куратом Бексхилла (1890—1899), ректором Льюиса (1900—1903), викарием Экклсфилда (1903—1921).